# Cebrio strictus
Cebrio strictus là một loài bọ cánh cứng trong họ Cebrionidae. Loài này được Gené miêu tả khoa học năm 1836.